# Nowe okoliczności
Nowe okoliczności – czwarty solowy album Krzysztofa Misiaka, wydany w roku 2014.
Płyta zawiera kompozycje jazz-rockowe połączone z muzyką elektroniczną. Pierwszą połowę albumu stanowią dynamiczne rockowe utwory, kolejne nagrania mają zaś styl bardziej balladowy, czasami wpadający w smooth jazz.
Podobnie jak na poprzednich wydawnictwach Misiaka, na płycie pojawiają się zaproszeni goście. W bluegrassowym utworze „Wiocha z pl-usa” na keyboardzie gra Amerykanin Dave Latchaw, a w „Lekcji randkowania” partię bezprogowego basu wykonuje Krzysztof Ścierański. W funkowych "Jubilerach" efektem wah-wah popisuje się Wojciech Pilichowski, a na klawiszach gra Michał Kowalski. W utworze „Źródle emocjonalnych informacji” harmonijkową kodę wykonał Bartosz Łęczycki, „Płocking” i „Lekcję randkowania” wzbogacił dyskretnymi wokalizami Zbigniew Żuk. W kończącej album piosence „Scenicznym szeptem” na pierwszy plan wysuwają się natomiast saksofon Piotra Jędraszczaka i skrzypce Piotra Kelma.
W wakacje 2014, podczas Warsztatów Produkcji Teledysków organizowanych przez Stowarzyszenie Rockowe Ogródki w Płocku, został nakręcony klip do utworu „Płocking”. Za zdjęcia odpowiadają Błażej Pyrek i Dariusz Bógdał, montażem zajął się Kamil Ziółkowski, a produkcją - Michał Kublik.

## Lista utworów
Opracowano na podstawie materiału źródłowego:
| Nr  | Tytuł utworu                      | Długość |
| --- | --------------------------------- | ------- |
| 1.  | „Płocking”                        | 4:04    |
| 2.  | „Odświeżając tożsamość”           | 3:30    |
| 3.  | „Gadatliwy stomatolog”            | 3:39    |
| 4.  | „Źródło emocjonalnych informacji” | 3:28    |
| 5.  | „Jubilerzy”                       | 3:32    |
| 6.  | „Nowe okoliczności”               | 3:58    |
| 7.  | „Lekcja randkowania”              | 6:03    |
| 8.  | „Mary Lemon”                      | 3:18    |
| 9.  | „Wiocha z pl-usa”                 | 4:08    |
| 10. | „Przeciwbólowy z krzyżykiem”      | 1:52    |
| 11. | „Współczynnik życzliwości”        | 4:11    |
| 12. | „Scenicznym szeptem”              | 2:54    |
|     |                                   | 44:37   |

## Twórcy
Opracowano na podstawie materiału źródłowego:
- Krzysztof Misiak – gitary elektryczne, akustyczne, gitara basowa, perkusja, instrumenty klawiszowe, programowanie midi, efekty, głos
- Krzysztof Ścierański – gitara basowa
- Wojciech Pilichowski – gitara basowa
- Dave Latchaw  – syntezator
- Bartosz Łęczycki – harmonijka ustna
- Michał Kowalski – syntezator
- Piotr Jędraszczak – saksoo
- Piotr Kelm – skrzypce
- Zbigniew Żuk – głos